# 毛垂序木蓝
毛垂序木蓝（学名：Indigofera pendula var. pubescens）为豆科木蓝属下的一个变种。

## 扩展阅读
- 維基物種上的相關：毛垂序木蓝